# Legacy of Kain: Soul Reaver
Legacy of Kain: Soul Reaver is een computerspel ontwikkeld door Crystal Dynamics dat in 1999 door Eidos Interactive voor de PlayStation en Windows werd uitgebracht. In 2000 kwam het spel, geporteerd door Nixxes Software BV, naar de Sega Dreamcast.

## Platforms
| Jaar | Platform             |
| ---- | -------------------- |
| 1999 | PlayStation, Windows |
| 2000 | Dreamcast            |
| 2009 | PSP, PlayStation 3   |
| 2012 | PS Vita, Steam       |

## Ontvangst
| Beoordeeld door       | Platform    | Jaar | Score |
| --------------------- | ----------- | ---- | ----- |
| Gaming Age            | PlayStation | 1999 | 91%   |
| Just RPG              | PlayStation | 1999 | 91%   |
| Game Vortex           | Windows     | 2003 | 90%   |
| TotalVideoGames (TVG) | Windows     | 1999 | 90%   |
| Jeuxvideo.com         | Windows     | 1999 | 90%   |
| Gaming Target         | Dreamcast   | 2000 | 87%   |
| PC Gameplay (Benelux) | Windows     | 1999 | 87%   |
| Game Over Online      | Windows     | 1999 | 81%   |
| Spel för Alla         | PlayStation | 1999 | 80%   |
| Power Unlimited       | Windows     | 1999 | 62%   |